# Neferukauit
Neferukauit (Neferukait) – żona Intefa II z XI dynastii. Z Intefem II miała syna Intefa III – następcę tronu. Neferukauit ulepszyła system administracyjny w Górnym Egipcie.